# بوببیانو
بوببیانو (به ایتالیایی: Bubbiano) یک کومونه در ایتالیا است که در استان میلان واقع شده‌است.

## خصوصیات
بوببیانو ۳٫۰ کیلومترمربع مساحت و ۲٬۳۷۹ نفر جمعیت دارد و ۱۰۶ متر بالاتر از سطح دریا واقع شده‌است.